# Heinrich von Zeissberg
Heinrich Ritter von Zeissberg,  född 8 juli 1839 i Wien, död där 27 maj 1899, var en österrikisk historiker.
Zeissberg blev professor i historia i Lemberg 1865, i Innsbruck 1871 och i Wien 1872, var föreståndare för institutet för österrikisk hävdaforskning 1891-96 samt från 1896 hovråd och direktor för kejserliga hovbiblioteket. Zeissberg adlades 1874. Han tog 1897 avsked från sin professur. 
Zeissberg skrev en mängd avhandlingar rörande Österrikes och Polens historia. Särskilt kan nämnas det prisbelönta arbetet Die polnische Geschichtschreibung des Mittelalters (1873), Belgien unter der Generalstatthalterschaft Erzherzog Carls, 1793, 1794 (tre band, 1893-94) och Erzherzog Carl von Oesterreich (1895, ofullbordat). Han fortsatte utgivningen av Alfred von Vivenots "Quellen zur Geschichte der deutschen Kaiserpolitik Österreichs während der französischen Revolutionskriege" (band 3-5, 1882-90) och blev medarbetare i det av kronprins Rudolf, vars lärare i historia han varit, igångsatta verket "Österreich-ungarische Monarchie in Wort und Bild" (1886 och senare).